# تیم ملی هندبال کیپ ورد
تیم ملی هندبال کیپ ورد نماینده کشور کیپ ورد در مسابقات جهانی و بین‌المللی هندبال است. 

## نتایج

### قهرمانی جهان
- ۲۰۲۱ - راه یافته

### قهرمانی آفریقا
- ۲۰۲۰ - پنجم